# مدينة الأمير عبد الله الفيصل الرياضية
مدينة الأمير عبدالله الفيصل الرياضية تقع في جنوب شرق مدينة جدة، ويتسع ملعب المدينة لـ 27,000 متفرج، تم ترميمه وإعادة افتتاحه في عام 2021.

## أبرز الأحداث
- بطولة العالم للشباب لكرة القدم 1989
- كأس العرب لكرة القدم 2012 للمنتخبات
- جزء من منافسات كرة القدم في دورة ألعاب التضامن الإسلامي 2005
- المباراة النهائية للبطولة الأسيوية أبطال الدوري (دوري أبطال آسيا حالياً) عام 1985 بين الأهلي ودايو الكوري الجنوبي (نادي بوسان أي بارك حالياً)
- إياب كأس السوبر الآسيوي 1999 بين نادي الاتحاد السعودي وجوبيلو إيواتا الياباني
- المباراة النهائية لكأس الكؤوس الآسيوية 2001 بين نادي الشباب السعودي ونادي داليان شيده الصيني.
- ذهاب نهائي دوري أبطال آسيا 2004 بين نادي الاتحاد السعودي ونادي سونغنام الكوري الجنوبي
- إياب نهائي دوري أبطال آسيا 2005 بين نادي الاتحاد السعودي ونادي العين الإماراتي
- البطولة العربية الموحدة للأندية عام 2002 والمباراة النهائية بين الأهلي السعودي والنادي الإفريقي التونسي
- إياب نهائي دوري أبطال العرب 2005 بين نادي الاتحاد السعودي والنادي الرياضي الصفاقسي التونسي
- البطولة العربية أبطال الدوري 1998 وجمعت المباراة النهائية بين وداد تلمسان الجزائري ونادي الشباب السعودي
- البطولة العربية أبطال الدوري 2000 وجمعت المباراة النهائية بين النادي الرياضي الصفاقسي التونسي ونادي الجيش السوري
- كأس الكؤوس العربية 1989 وجمعت المباراة النهائية بين نادي الملعب التونسي ونادي الكويت
- كأس الكؤوس العربية 1992 وجمعت المباراة النهائية بين الأولمبيك البيضاوي المغربي ونادي السد القطري
- البطولة الخليجية للأندية عام 1999

## الأحداث المحلية
- نهائي كأس الملك 1989 بين الهلال والنصر
- نهائي كأس الملك 1990 بين النصر والتعاون
- نهائي كأس الملك 2011 بين الاهلي والاتحاد
- نهائي كأس الملك 2012 بين الاهلي والنصر
- نهائي كأس الدوري 1993 بين الشباب والهلال
- نهائي كأس الدوري 1995 بين الهلال والنصر
- نهائي كأس الدوري 1997 بين الاتحاد والهلال
- نهائي كأس الدوري 1999 بين الاتحاد والأهلي
- نهائي كأس الدوري 2000 بين الاتحاد والاهلي
- نهائي كأس الدوري 2001 بين الاتحاد والنصر
- نهائي كأس الدوري 2002 بين الهلال والاتحاد
- نهائي كأس الدوري 2004 بين الشباب والاتحاد
- الجولة الاخيرة الحاسمة بالدوري 2008 بين الفريقين المتنافسين على اللقب الهلال والاتحاد وشهدت تتويج الهلال
- الجولة الاخيرة الحاسمة بالدوري 2012 ببن الفريقين المتنافسين على اللقب بين الشباب والاهلي وشهدت تتويج الشباب
- نهائي كأس ولي العهد 2007 بين الاهلي والاتحاد
- نهائي كأس ولي العهد 1996 بين الشباب والنصر
- نهائي كأس ولي العهد 1997 بين الاتحاد والطائي
- نهائي كأس ولي العهد 2001 بين الاتحاد والاتفاق
- نهائي كأس ولي العهد بين الاهلي والاتحاد 2002
- نهائي كأس فيصل بن فهد 2001 بين الاهلي والهلال
- نهائي كأس فيصل بن فهد 2002 بين الاتفاق والاهلي
- نهائي كأس فيصل بن فهد 1999 بين النصر والاتحاد
- نهائي كأس فيصل بن فهد 2007 بين الاهلي والاتحاد

## المنتخب السعودي
- احتضن عدد من مباريات المنتخب السعودي الأول سواء الودية أو في تصفيات كأس العالم وتصفيات أمم آسيا، و بلغ مجموعها 36 مباراة.
- منها مباريات في تصفيات امم آسيا 1984 و 2004 و 2007
- ومباريات في تصفيات كأس العالم 1978 و 1990 و 1998 و 2002
- ودورة العاب التضامن الإسلامي 2005 وكأس العرب 2012
- وبعض مباريات منتخب تحت 23 سنة في تصفيات اولمبياد اثينا 2004
- ومباريات ودية واستعدادية كثيرة.

## ملعب آخر في مدينة جدة
أقر الملك عبد الله بن عبد العزيز آل سعود في عام 2009م إنشاء مدينة رياضية في مدينة جدة وسيكون ملعبها الرئيسي في جدة حيث يتسع ذلك الملعب لـ 60 ألف متفرج تحت مسمى استاد الملك عبد الله بن عبد العزيز الدولي وكانت شركة أرامكو السعودية المشرفة على هذا المشروع.

## مشروع التطوير
خلال دخول العاهل السعودي عبد الله بن عبد العزيز آل سعود ملعب الأمير عبد الله الفيصل للحضور للمباراة النهائية يوم 18/05/2012 م، وافق الملك عبد الله على اقتراح المسؤوليين لتطوير الملعب ليتسع قرابة 34.000ألف متفرج، وكان مصمم مشروع تطوير ملعب الأمير عبد الله الفيصل، يؤكد أن الملعب سينتهي في موعده المحدد.
افتتح الملعب مرة أخرى في 1 أكتوبر 2021 عندما احتضن ديريي جدة بين الاتحاد والأهلي.
في 19 نوفمبر 2023م أعلنت وزارة الرياضة تعديل مسمى ثلاثة ملاعب إلى مدن رياضية، من بينها «ملعب الأمير عبد الله الفيصل» في جدة الذي تغيّر اسمه إلى «مدينة الأمير عبدالله الفيصل» في جدة؛ وذلك ضمن الخطوات التطويرية للوزارة لتحقيق المستهدفات الرياضية في رؤية السعودية 2030.

## كلفة البناء
تكلفة التوسعة التي اعتمدها الملك عبد الله بن عبد العزيز بعد نهائي كأس الملك بين الاهلي والنصر 90 مليون تشمل التوسعة والمواقف الخارجية.